# Biografielijst Mg

## Mgh
- Mourad Mghizrat (1974), Marokkaans/Nederlands voetballer